# Pholioxenus diasae
Pholioxenus diasae är en skalbaggsart som beskrevs av Vienna 1992. Pholioxenus diasae ingår i släktet Pholioxenus och familjen stumpbaggar. Inga underarter finns listade i Catalogue of Life.